# Robert Buron
Robert Buron, nome completo Robert Albert Gaston Buron, (Parigi, 27 febbraio 1910 – Parigi, 28 aprile 1973), è stato un politico e scrittore francese, più volte ministro dell'economia e delle finanze (governi De Gaulle e Pompidou) e sindaco di Laval dal 1971 al 1973.

## Biografia
Nacque nel 1910 a Parigi in una famiglia cattolica di classe media. Suo padre Henri Buron (1878-1930) era un ex medico, diventato poi tipografo; sua madre era un'ostetrica.
Nel 1928 rimase due anni in un sanatorio a Berck, dove preparò per corrispondenza gli studi di scienze politiche. L'8 giugno 1929 fondò, con Suzanne Fouché (1901-1989) e alcuni sostenitori, la Ligue pour l'adaptation du diminué physique au travail (oggi chiamata Association pour l'insertion sociale et professionnelle des personnes handicapées).
Rientrato a Parigi, si iscrisse alla facoltà di giurisprudenza e completò gli studi all'École libre des sciences politiques. All'inizio degli anni trenta fu segretario della Conférence Olivaint (1929-1930), un'associazione di studenti cattolici. Nell'aprile del 1930 partecipò alla fondazione della rivista Réaction pour l'ordre, apertamente reazionaria, vicina al personalismo di Emmanuel Mounier e degli anticonformisti degli anni trenta e non nascose la sua simpatia per il fascismo e l'ascesa di regimi autoritari.
Il 24 agosto 1944 diventò vicedirettore della radiodiffusione francese.

## Carriera politica

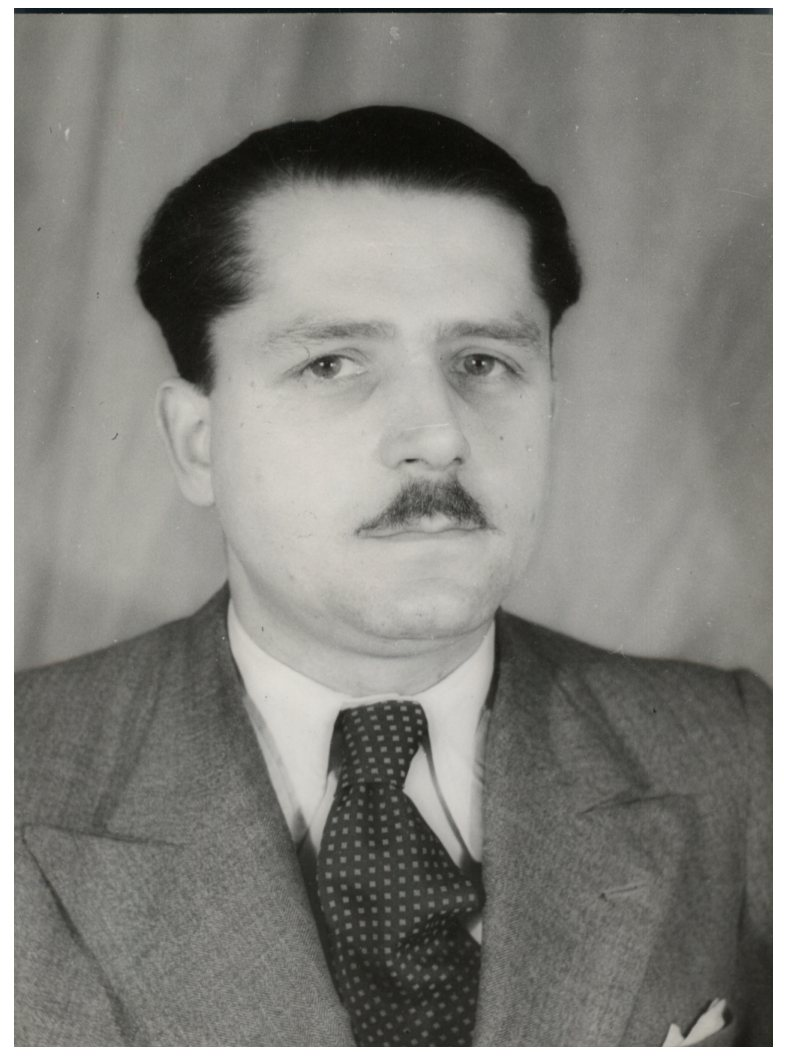
Robert Buron attorno al 1945

Fu fra i fondatori del Movimento Repubblicano Popolare dopo la liberazione. Difese l'idea laburista durante la sua costituzione.
Vicino a Henri Alexandre Chappoulie, vescovo di Angers, fu anche amico dell'abbé Pierre. Nel dicembre del 1953 fu, con l'abbé Pierre, uno dei primi politici ad aiutare la fondazione del religioso con Léo Hamon.
Durante la crisi algerina affermò di essere a favore di un intervento del generale de Gaulle in caso di fallimento del governo Pflimlin della MRP. Fu a favore di un'evoluzione dell'Algeria francese. Durante il colpo di stato dei generali nell'aprile del 1961 fu prigioniero in Algeria mentre era in missione. Con Louis Joxe e Jean de Broglie fu uno dei negoziatori e firmatari degli accordi di Évian, che sancirono la fine, nel marzo 1962, della Guerra d'Algeria. Nel 1950 visitò la Fiera Campionaria di Milano.
Si dimise dal governo il 15 maggio 1962 con tutti gli altri ministri della MRP, dopo la conferenza stampa del generale de Gaulle sull'Europa.
Fondò il movimento socialista Objectif 72 e nel 1967 fu presidente del Comitato di collegamento per l'alfabetizzazione e la promozione dei lavoratori stranieri.
Il 18 marzo 1971 partecipò a Parigi ad un grande incontro di unione della sinistra con i leader del PCF e del PS. Invitò i cristiani a radunarsi nella sinistra.
Nel marzo 1971 fu eletto sindaco di Laval (luogo d'origine della moglie) con una lista non comunista che raggruppava il CIR, i radicali e Objectif 72.  Tra il 1969 e il 1973 animò ogni mese, con Jacques Robin, incontri televisivi tra scienziati e politici. Robert Buron è morto il 28 aprile 1973 ed è stato sepolto a Villaines-la-Juhel.
A Laval gli è stato dedicato un Liceo.

## Vita privata
Nel 1938 sposò Marie-Louise Trouillard (1910-2006) e dalla loro unione nacque Martine, architetto e parlamentare europea socialista.

## Pubblicazioni
- (FR)  Les obligations du trustee en droit anglais, Parigi, Société général d'imprimerie et d'édition, 136 p., 1938, tesi in diritto.
- (FR)  Cahiers du travaillisme français, 1943-1944
- (FR)  Dynamisme des États-Unis, recueil d'articles parus dans la presse, 1950-1957, Parigi: S.A.D.E.P., 1957, 96 p.
- (FR)  Le plus beau des métiers, Parigi: Plon, 1963, 252 p.
- (FR)  Carnets politiques de la guerre d'Algérie: par un signataire des accords d'Évian, Parigi: Plon, 1965, 267 p.
- (FR)  Les dernières années de la Quatrième République, carnets politiques, Parigi: Plon, 1968.
- (FR)  Demain la politique, réflexions pour une autre société (in coll. con Jean Offredo e Objectif 72), Parigi: Denoël, 1970, 256 p.
- (FR)  Pourquoi je suis de nouveau candidat ?, Vendôme: C.F.I.B., 1972, 60 p.
- (FR)  Par goût de la vie, raccolta curata da Jean Offredo, Parigi: Cerf, 1973, 114 p. (Pour quoi je vis).
- (FR)  La Mayenne et moi ou de la démocratie chrétienne au socialisme, postfazione di Marie-Louise Buron, (Malakoff): Cana, 1978, 147 p. (Mémoire vivante).